# 金日焕 (和龙县委书记)
金日焕（1902年—1934年11月），原名金龙锡，又名金成浩、李成道:66，中国共产党早期政治人物，曾任中共和龙县委书记，1934年因左倾民生团事件被错杀。

## 早年
1902年（一说1903年），金日焕出生于朝鲜江原道襄阳郡一个贫苦农民家庭，1910年日本吞并朝鲜后随家人迁往满洲和龙县大砬子（今属龙井市:596）。1923年，他学完私塾和大砬子官立小学后，考入东兴中学（一说大成中学）。由于家境贫穷，他通过勤工俭学来缓解家庭负担。上中学二年级的时候，他作为学校足球队前锋带领球队在龙井市足球比赛中获得冠军，赢得一头大黄牛。在进步老师的影响下，他在中学期间开始参加反日爱国运动，在学校组织的演讲活动中，他经常慷慨陈词宣讲抗日救国思想。1926年末，金日焕加入了朝鲜共产党。:125-126:45-46

## 和龙县委书记
1927年春，金日焕中学毕业后在大砬子以教书为掩护开展革命工作。遭到通缉后，他被迫到密山等地暂避。1928年冬，他再次返回家乡开展革命工作。1930年，他参加了中共领导的“红五月斗争”。同年5月1日，他在大砬子组织400余名农民举行了反日游行。5月23日，他带领农民清算当地地主，捣毁租佃契约和高利贷账据，并将没收的粮食和财产分给农民。5月30日，他又带领大砬子农民参加了东满“五卅暴动”，捣毁了“东洋拓殖会社”等亲日组织，并切断了龙井与朝鲜会宁的电话线。:125:45-46
1930年，金日焕加入了中国共产党，并组建了金谷村党团组织:596。1931年初，他被任命中共和龙县大砬子区委书记。九一八事变后，他组织领导了大砬子“秋收斗争”和“春荒斗争”。1931年底，他根据中共东满特委开展武装斗争的指示扩建了兵工厂，利用研制出的土炸弹夺取武器，武装游击队。1932年，随着日军对东满讨伐的加剧，中共和龙县委机关和抗日游击队不得不转移至渔浪村。金日焕被任命为和龙县委组织部长:125:45-46。
1933年1月，中共和龙县委书记崔相东在日军讨伐突围战中牺牲。此后，金日焕接任县委书记之职。他着手重建渔浪村抗日根据地，并将游击队扩编成80多人的抗日游击大队。同年4月，游击大队成功击退日军对渔浪村抗日游击队的讨伐。此后，他根据1933年1月26日《中共中央告满洲各级党部及全体党员的信》指示精神，联合救国军共同抗日。同年初冬，他的大哥金正植和弟弟金龙善在反讨伐战斗中牺牲。此后，他担任交通员的父亲也在工作中牺牲。:127-128:48-49

## 被错杀
1933年11月，金日焕因被怀疑是民生团分子而被撤销了和龙县委书记的职务，后到安图县车厂子（今车厂子抗日游击根据地）从事救国军的统战工作。当时中共车厂子党支部书记李亿万抽大烟，不作党务。金日焕进行了批评。李亿万怀恨在心，大肆宣讲金日焕是民生团分子，导致党组织对他的怀疑进一步加重。金日焕的母亲劝他到山里避一避，但他认为如果在这时离开会背上叛变的罪名，坚持宁愿被错杀也不脱离组织做叛徒。:128-130:49-50
1934年11月，金日焕被逮捕。李亿万在车厂子和龙县人民政府院内召开的审判大会上宣布金日焕是民生团头子，“勾结敌人”导致车厂子游击根据地遭到破坏，应该被立即枪毙。被绑在大树上的金日焕怒吼道：“你们把我的手脚全砍掉，看谁是真革命，谁是假革命… …”。当时在场的救国军代表高呼从金日焕在救国队一年的工作看他是好人，决不可能是民生团分子。救国军战士也都子弹上膛声称:“谁枪毙金日焕，就要谁的脑袋！”。会议主持人见状马上答应释放金日焕。但到了晚上，李亿万以将金日焕转移到其他地方为借口将他杀害。此后不久，李亿万为摆脱罪责，投敌叛变。时任和龙县委书记曹亚范得知金日焕被害的消息后，探望了他的家属，对他的牺牲表示极大的惋惜:130-131:50-51。1956年12月29日（一说1985年），中共延吉市委为金日焕平反，并追认他为烈士:66:131。

## 家庭
- 妻子李桂顺：1933年初结婚[6]:453
  - 女儿金贞子：随祖母回朝鲜，后成为朝鲜劳动党中央党史研究所副所长，改名“金贞任”[6]:463-464